# Myosorex rumpii
Myosorex rumpii är en däggdjursart som beskrevs av Heim de Balsac 1968. Myosorex rumpii ingår i släktet Myosorex och familjen näbbmöss. IUCN kategoriserar arten globalt som starkt hotad. Inga underarter finns listade i Catalogue of Life.
Denna näbbmus förekommer i kulliga områden i sydvästra Kamerun. Utbredningsområdet ligger cirka 1000 meter över havet. Arten lever i fuktiga tropiska skogar.
En uppmätt individ hade en kroppslängd (huvud och bål) av 83 mm, en svanslängd av 35 mm, en vikt av 15 g, 14mm långa bakfötter och 10 mm stora öron. Ovansidan är täckt av svartbrun päls och undersidans päls är lite ljusare i samma färg. Pälsen är något skimrande. Kännetecknande är vitaktiga händer och fötter som har några mörkbruna hår på ovansidan. Även svansen har en svartbrun färg.